# Прип'ятський (національний парк)
«Прип'ятський» — національний парк на півдні Білорусі, підпорядкований Управлінню справами Президента Республіки Білорусь.
Національний парк «Прип'ятський» розташований в Гомельській області за 350 км на схід від Бреста та за 250 км на південь від Мінська, на південь від траси Брест — Брянськ. В 1969 році спершу був створений Прип'ятський державний ландшафтно-гідрологічний заповідник, в 1996 році перетворений в національний парк. Площа заповідника, а пізніше національного парку, збільшувалася, сьогодні вона становить 188 485 га. Південна частина його представлена територією що особливо охороняється площею 85841 га. Адміністрація національного парку знаходиться в агромістечку Лясковичі.

## Історична довідка
Ідея створення болотного заповідника в Поліссі належить польському академіку В. Шафер. Для цих цілей він в 1920-1930-ті роки запропонував Ольманський болотний масив — найбільший в Європі та що прекрасно зберігся, розташований у межиріччі Горині і Ствіга. У той же час польський болотознавець С. Кульчинський (1895—1975) провів дослідження боліт західної частини Полісся і опублікував результати у монографії «Торфовища Полісся» в 1939 р так до початку 1940-х років була підведена наукова база для створення заповідника.
В 1957/1958 рр. ця ідея була сприйнята директором Центрального ботанічного саду АН БРСР академіком Н. В. Смольським, який доручив співробітнику ботанічного саду, болотознавцю, який займався проблемами лісової меліорації, Л. П. Смоляку обґрунтувати створення болотного заповідника. Обґрунтування було виконано в 1961 р.
Прип'ятський державний ландшафтно-гідрологічний заповідник був організований 3 червня 1969 г. (Постанова Ради Міністрів УРСР N200 від 3.06.1969 року «Про організацію Прип'ятського державного ландшафтно-гідрологічного заповідника») на площі 61,5 га в складі Міністерства лісового господарства. Потім він перепідпорядковувався Державному комітету по екології БРСР, Управлінню справами Ради Міністрів Білорусі. У серпні 1994 року заповідник площею 65 050 га було передано у відання Управління справами Президента Республіки Білорусь. В 1995 році при заповіднику утворено Експериментальне лісомисливське господарство (Елохім) «Лясковічі».
В 1996 році Прип'ятський державний ландшафтно-гідрологічний заповідник був реорганізований на Національний парк «Прип'ятський».
В 1998 році почав функціонувати музей природи. В 2005 році у складі Елохім створено сільськогосподарський комплекс «Лясковічі».
Національний парк розташований у затоплюваної заплаві сточища Прип'яті на території Житковицького, Лельчицького і Петриківського районів. Місцевість характеризує висока заболоченість, у період паводків може заливатися до 70 % території національного парку.

## Особливості ландшафту
Ландшафтну основу парку складають ліси, які разом з болотами і заплавно-річковими комплексами займають близько 95 % площі. На півночі парку розташована річка Прип'ять з широкою заплавою, представленої лісовими, луговими, чагарниковими, болотними і водними екосистемами. У безлісної частині заплави розкинулися своєрідні заплавні луки з буйною трав'янистою рослинністю, колорит яким надають поодинокі дерева і групи низькорослих, розлогих заплавних дубів і деревоподібних верб. У зниженнях поширені вербові чагарники, болота, старичні озера. Заплавні ліси, що сформувалися в умовах постійного затоплення паводковими водами, найзбереженіші з усіх заплавних лісів басейну Прип'яті і Дніпра. За структурою, по флористичному складу вони унікальні для всієї Східноєвропейської рівнини.
У заплаві високу різноманітність і велика кількість копитних, напівводних і хижих тварин, різних видів птахів (чайки, крячки качки, чаплі, пугач, скопа, змієїд, ремез, дятли і багато інших). Прип'ять і старичні озера багаті на рибу. У заплаві в будь-який час року погляду відкриваються неповторні чудові природні пейзажі. Але найбільш прекрасна вона навесні, коли величезні простори лугів і боліт, чагарників і лісів покриваються паводковими водами і утворюється так зване «Геродотове море». На мілководдях заплавних лук і затоплених паводковими водами лісів нерестує лящ і щука, чехоня і плотва, язь і окунь. Високим різноманітністю характеризуються листяні ліси першої надзаплавної тераси, де широко поширені діброви, ясенини, похідні від них дрібнолистими насадження, що чергуються в зниженнях з чорновільшанниками, вербовими чагарниками і низинними болотами. Середня смуга парку представлена найбільшим в Європі масивом перехідних і верхових боліт «Межч-Кандзель-Еловец-Ольхово» площею більш 30 000 га. Перехідні болота покриті насадженнями берези пухнастої, верхові — низькорослої сосною, зустрічаються відкриті простори.

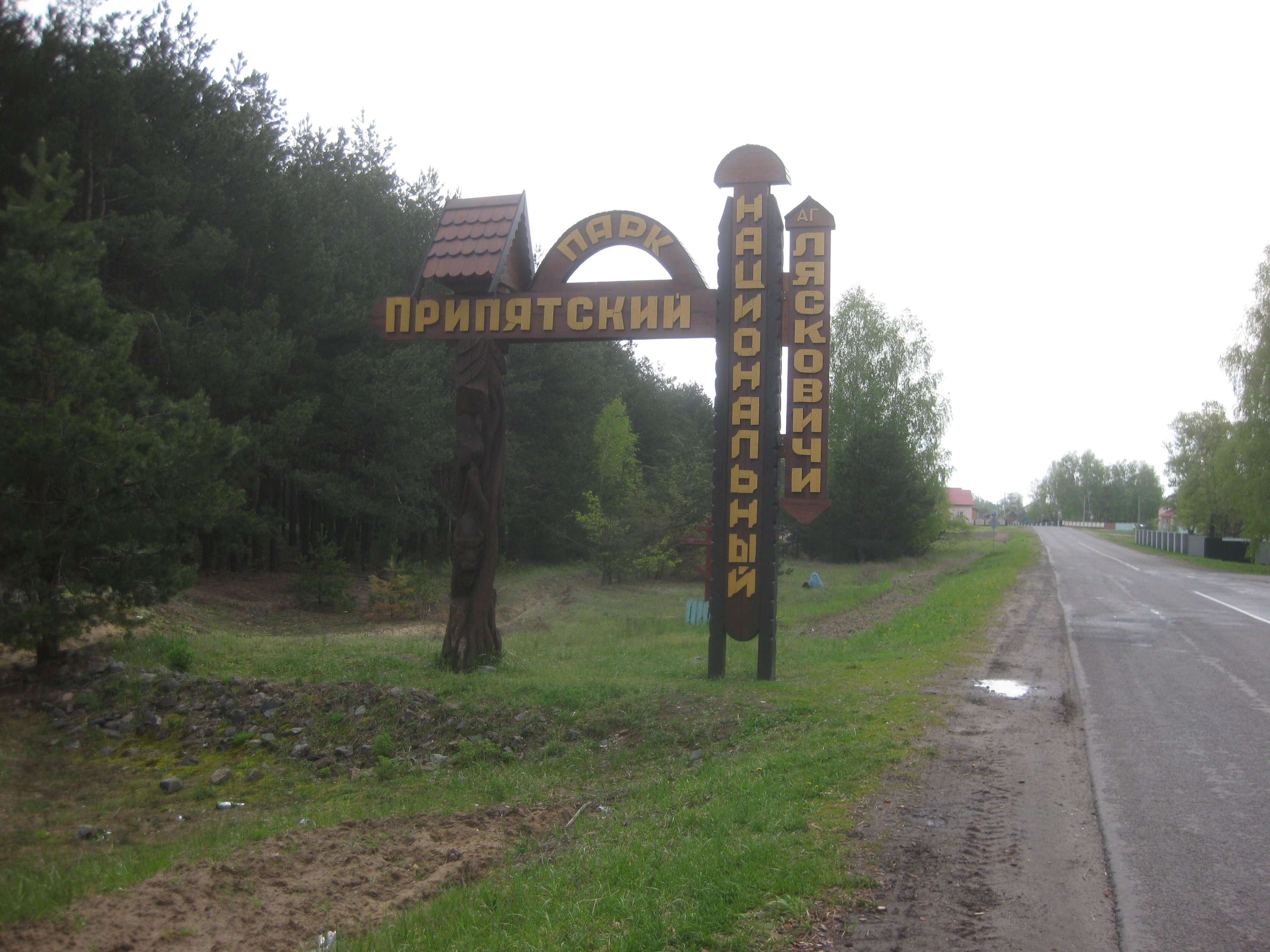
Біля с. Лясковичі

На болотах мешкають лось і дикий кабан, різні види куликів, журавель, глушець, а по берегах річок і струмків зустрічаються поселення бобра. В перехідній смузі від боліт до суходолу і уздовж водотоків виростають острівні ялинники — релікти середнього голоценових періоду. На півдні парку на піщаних пагорбах і дюнах «поліського» типу ростуть соснові бори.
Фауна парку включає 51 вид ссавців, 11 видів земноводних, 7 видів плазунів, 37 видів риб, 246 видів птахів. Флора включає більше 950 видів судинних рослин і 196 видів мохів. Більше 500 га займають зарості журавлини. Ліси покривають більше 85 % його території (найпоширеніші сосна, дуб, береза), близько 500 га займає водна поверхня паводкових озер. У 1987 році на територію були переселені зубри.
На південний схід від Прип'ятського національного парку розташований Поліський державний радіаційно-екологічний заповідник.
У 2013 році Прип'ятський національний парк увійшов в ТОП-15 територій Білорусі з біорізноманіття за версією громадської організації «Ахова птушак Бацькаўшчини», як територія, що знаходиться під загрозою. Причиною послужили численні нарікання на стиль природокористування керівництва нацпарку — в першу чергу розвиток весняного полювання і інтенсифікація рубок.